# Jeu-Maloches
Jeu-Maloches is een gemeente in het Franse departement Indre (regio Centre-Val de Loire) en telt 128 inwoners (2004). De plaats maakt deel uit van het arrondissement Châteauroux.

## Geografie
De oppervlakte van Jeu-Maloches bedraagt 12,3 km², de bevolkingsdichtheid is 10,4 inwoners per km².
De onderstaande kaart toont de ligging van Jeu-Maloches met de belangrijkste infrastructuur en aangrenzende gemeenten.

## Demografie
Onderstaande figuur toont het verloop van het inwonertal (bron: INSEE-tellingen).